# Diana & Marvin
Diana & Marvin — совместный студийный альбом американских соул-исполнителей Дайаны Росс и Марвина Гэя, выпущенный в 1973 году на лейбле Motown.

## История создания
Изначально дуэтный альбом между Дайаной Росс и Марвином Гэем планировался ещё в 1970 году, однако Гэй отказывался работать с кем-либо из певиц из-за смерти его партнёрши Тамми Террелл, а точнее из-за якобы проклятия, которое теперь лежит на нём. Все исполнительницы которые с ним позже работали плохо кончали: Мэри Уэллс после записи совместно альбома неожиданно покинула Motown и не смогла наладить карьеру; Ким Уэтсон также после записи двух альбомов покинула лейбл и также не смогла восстановиться в карьере.
В 1971 году певец вновь вернулся на сцену с новым альбомом What’s Going On. Продюсеры вновь обратились к нему с предложением записать дуэтный альбом с Росс, тем не менее Гэй долго отказывался, ссылаясь на то самое проклятие. Однако в один момент он передумал, почувствовав, что данная запись поможет его карьере и поможет удержать статус «принц соула», которым его наделили СМИ.
Работа над альбомом также не была такой уж гладкой. Употребление марихуаны Гэем вызвало шок у беременной Росс, которая боялась, что дым от косяка сможет навредить плоду и он погибнет. С большой неохотой Гэй всё же перестал курить в студии. Также разногласия вызвал и репертуар: то что хотел записывать Марвин не хотела записывать Дайана. Параллельно она была занята на съёмках картины «Леди поёт блюз» и записи саундтрека к ней. К тому же вскоре певица родила и ей пришлось взять паузу. Гэй также занялся другими проектами. Запись альбома оставалась в подвешенном состоянии. В конце концов Motown приняли решение записать вокал исполнителей отдельно и позднее свести. Позже певец вспоминал, что справился с записью плохо и также относился к партнёрше, которая была беременна, параллельно снималась в фильме и записывала несколько альбомов.

## Релиз
Альбомные сессии тянулись на протяжении 1972 года и до начала 1973 года. Motown задерживал выход альбома, так как у Росс и Гэя были сольные альбомы, готовые к выпуску. Росс выпустила сольный альбом Touch Me in the Morning, а Гэй выпустил свой сольный альбом Let’s Get It On в том же августе. Оба альбома принесли огромный успех, поскольку оба достигли пика в первой десятке альбомного чарта.
Компания Motown решила выпустить долгожданный альбом Diana & Marvin в октябре 1973 года. Имя Росс было выставлено вперёд в названии альбома, что не обрадовало Гэя. Несмотря на огромную рекламную кампанию, альбом имел достаточно скромные показатели в США, достигнув 26-го места в Billboard 200 и седьмого места в Top R&B Albums, продавшись тиражом более 500 000 копий. В Соединённом Королевстве, где Гэй и Росс имели значительные массы поклонников, альбом достиг шестого места в британском альбомном чарте и был сертифицирован золотыми за продажи свыше 100 000 копий.
В США компания Motown выпустила три сингла — «You’re a Special Part of Me», достигнувший 12-го места в чарте Billboard Hot 100 и 4-го места в чарте R&B; «My Mistake (Was to Love You)», достигнувший 19-й строчки в «сотне» и 15-й в чарте R&B, а также кавер «Don’t Knock My Love», выпущенный в середине 1974 года, достигнувший 46-го места в «сотне» и 25-го в чарте R&B, а также давший дуэту хит № 1 в Бразилии. В Великобритании были выпущены два сингла: первый, «Stop, Look, Listen (To Your Heart)», достиг там места 25, в то время как вторая, «You Are Everything», стал хитом, достигнув пятой строчки.

## Список композиций
| №  | Название                      | Длительность |
| -- | ----------------------------- | ------------ |
| 1. | «You Are Everything»          | 3:10         |
| 2. | «Love Twins»                  | 3:28         |
| 3. | «Don’t Knock My Love»         | 2:20         |
| 4. | «You’re a Special Part of Me» | 3:35         |
| 5. | «Pledging My Love»            | 3:34         |

| №  | Название                             | Длительность |
| -- | ------------------------------------ | ------------ |
| 1. | «Just Say, Just Say»                 | 4:10         |
| 2. | «Stop, Look, Listen (To Your Heart)» | 2:53         |
| 3. | «I’m Falling in Love With You»       | 2:42         |
| 4. | «My Mistake (Was to Love You)»       | 2:55         |
| 5. | «Include Me in Your Life»            | 3:04         |

| №  | Название                          | Длительность |
| -- | --------------------------------- | ------------ |
| 1. | «Alone»                           | 3:49         |
| 2. | «The Things I Will Not Miss»      | 3:10         |
| 3. | «I’ve Come to Love You So Much»   | 4:10         |
| 4. | «I’ll Keep My Light in My Window» | 4:28         |

## Позиции в хит-парадах
| Хит-парад (1974)              | Высшая позиция |
| ----------------------------- | -------------- |
| Австралия (Kent Music Report) | 84             |
| Япония (Oricon)               | 1              |
| Великобритания (UK Albums)    | 6              |
| США (Billboard Pop Albums)    | 26             |
| США (Billboard Black Albums)  | 15             |

| Хит-парад (1974)                   | Позиция |
| ---------------------------------- | ------- |
| США (Billboard Top Popular Albums) | 69      |
| США (Billboard Top Soul Albums)    | 35      |